# 舞扇

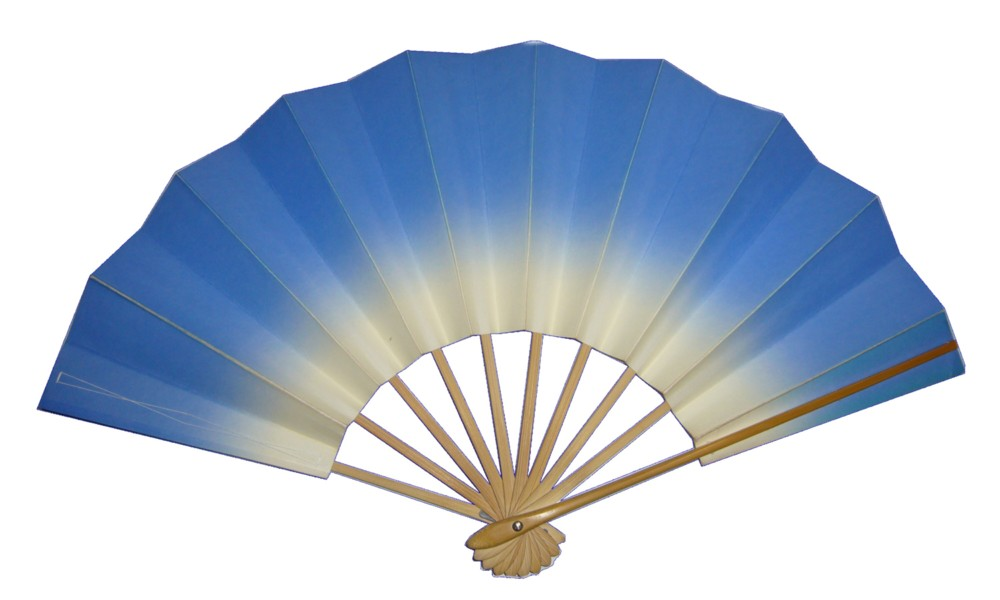
主に稽古用に用いられる、簡素なデザインの舞扇

舞扇（まいおうぎ）は、日本舞踊に用いられる扇子である。
普通の扇子と材質は同じで、10本ある骨には竹や木、扇面には紙が用いられる。しかし舞踊では扇を投げたり、指で挟んで回す「要返し」などの動作を行ったりするため、扱いやすいよう要の部分に鉛の重りが仕込まれている。また、耐久度を上げるため、親骨と紙は糊で貼られた上に糸で結ばれ、強化されている。
扇面は無地のものや、各流派の流紋をデザインしたものがある。また、舞台用には演目に沿った絵を描いたものが用いられる。舞扇のデザインで稽古の進度を示す井上流のように、デザインに意味を持たせる場合もある。
なお、日本舞踊には必ず舞扇が用いられるわけではなく、中啓や軍扇など他の扇子が用いられる演目もある。

## 画像

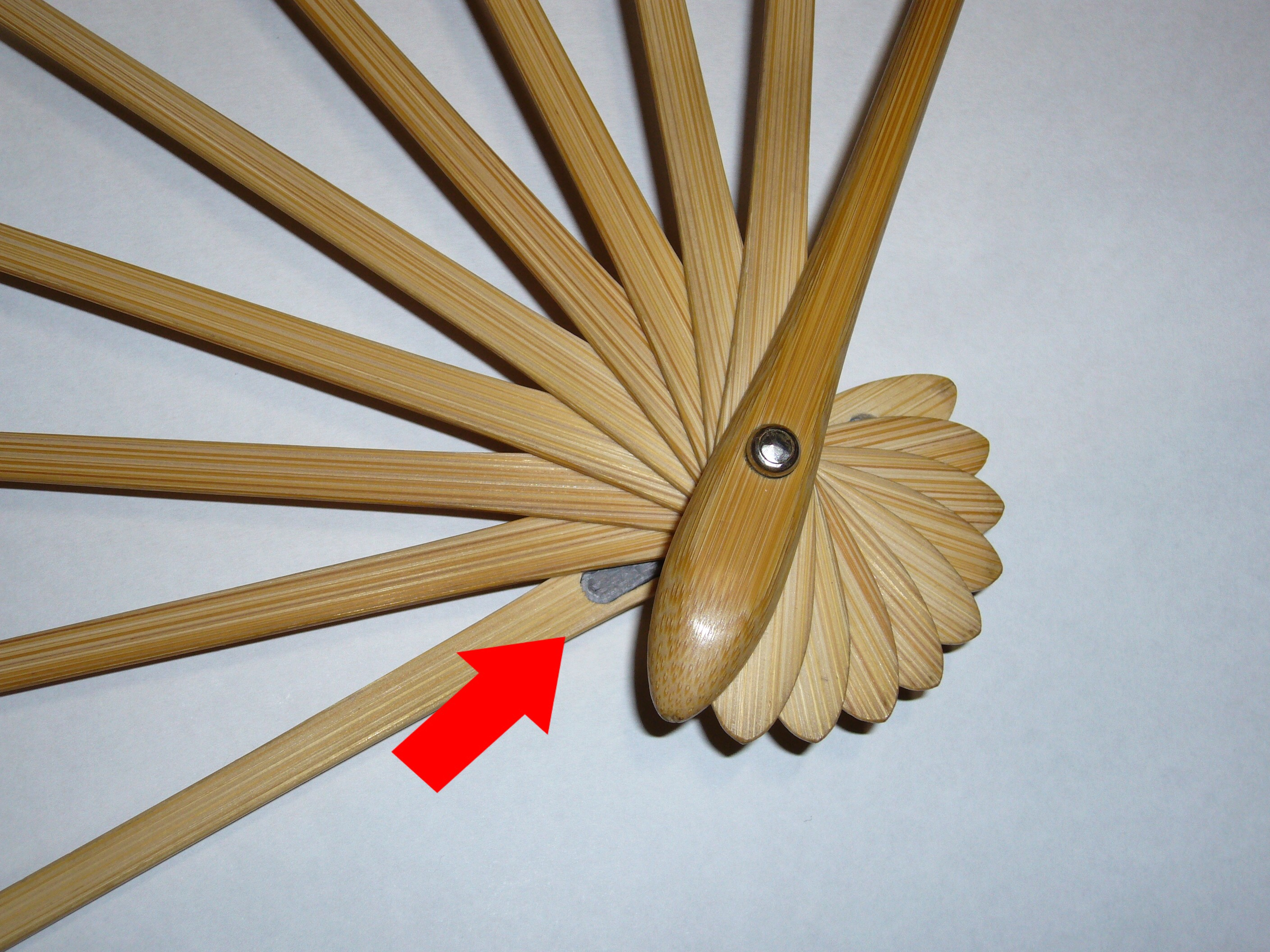
要に埋め込まれた鉛
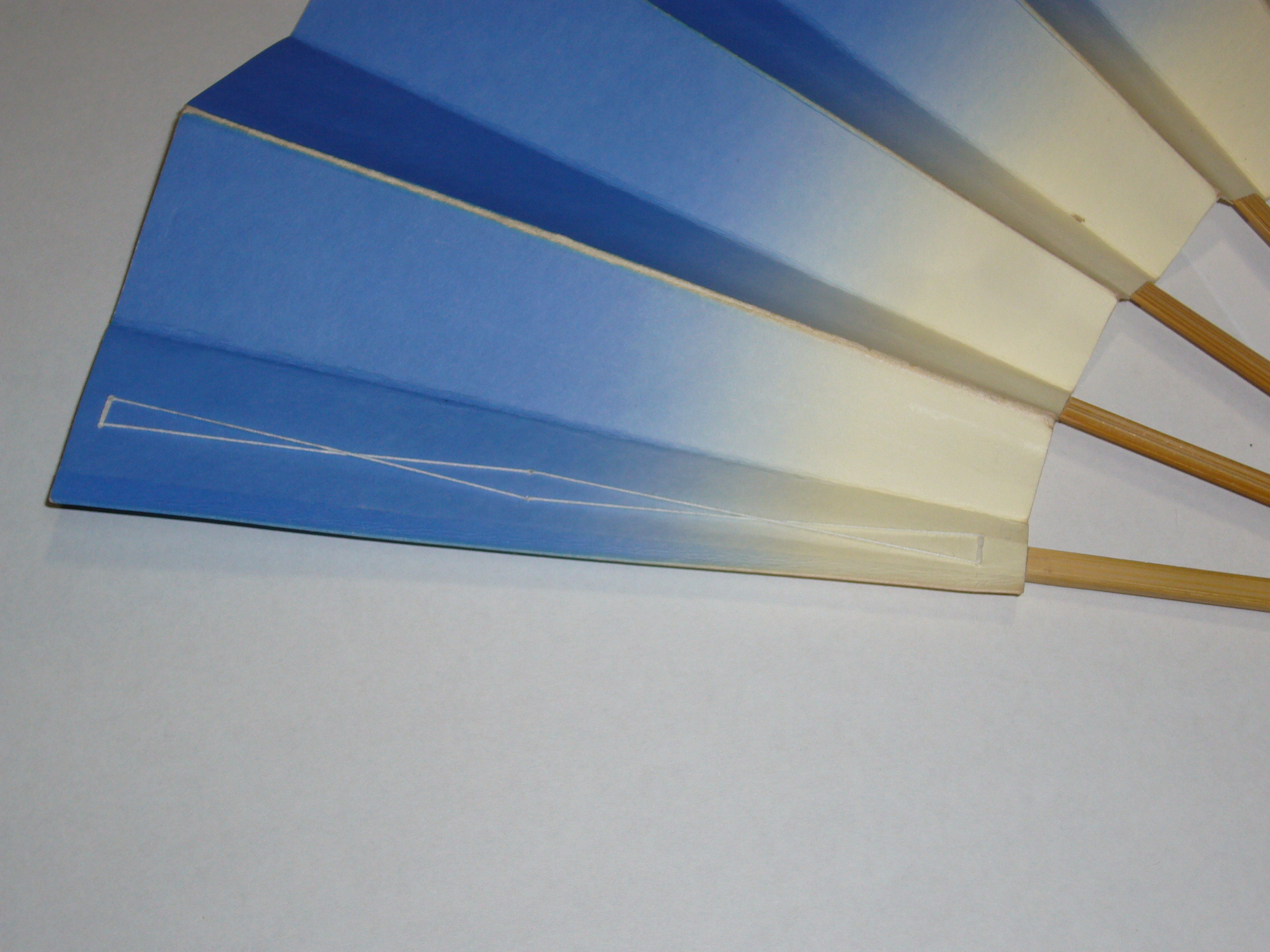
骨と紙に通された糸